# Mallophora media
Mallophora media är en tvåvingeart som beskrevs av Clements och Bennett 1969. Mallophora media ingår i släktet Mallophora och familjen rovflugor. Inga underarter finns listade i Catalogue of Life.